# Metz-en-Couture
Metz-en-Couture település Franciaországban, Pas-de-Calais megyében. Lakosainak száma 606 fő (2022. január 1.). Metz-en-Couture Havrincourt, Gouzeaucourt, Villers-Plouich, Neuville-Bourjonval, Trescault, Fins, Heudicourt és Sorel községekkel határos.

## Népesség
A település népességének változása:
| Lakosok száma | 663  | 676  | 693  | 664  | 644  | 624  | 615  | 609  | 606  |
|               | 2013 | 2015 | 2016 | 2017 | 2018 | 2019 | 2020 | 2021 | 2022 |